# Apoclea rajasthanensis
Apoclea rajasthanensis là một loài ruồi trong họ Asilidae. Apoclea rajasthanensis được Joseph & Parui miêu tả năm 1997. Loài này phân bố ở miền Ấn Độ - Mã Lai.